# Toxorhina (Toxorhina) scita
Toxorhina (Toxorhina) scita is een tweevleugelige uit de familie steltmuggen (Limoniidae). De soort komt voor in het Oriëntaals gebied.